# Контрада Фелапане (Напуљ)
Контрада Фелапане је насеље у Италији у округу Напуљ, региону Кампанија.
Према процени из 2011. у насељу је живело 220 становника. Насеље се налази на надморској висини од 86 м.